# Kathryn Stripling Byer
Kathryn Stripling Byer (25 de novembro de 1944 - 5 de junho de 2017), também chamada de Kay Byer, foi uma poetisa e professora americana. Ela foi nomeada pelo governador Mike Easley como a quinta poeta laureada da Carolina do Norte, 2005–2009. Ela foi a primeira mulher a ocupar o cargo.
Byer morreu aos 72 anos em 5 de junho de 2017 de linfoma em Cullowhee, Carolina do Norte.

## Outros sites
- Sítio oficial
- Here Where I Am Blog